# Thomas Thynne (1. markiz Bath)

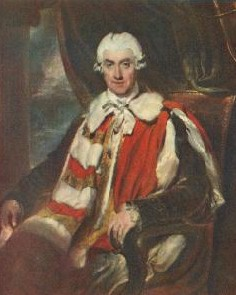
Lord Bath

Thomas Thynne, 1. markiz Bath KG (ur. 13 września 1734, zm. 19 listopada 1796 w Londynie) – brytyjski arystokrata i polityk.

## Życiorys
Był synem Thomasa Thynne’a, 2. wicehrabiego Weymouth, i lady Louisy Carteret, córki 1. hrabiego Granville. Po śmierci ojca w 1751 r. odziedziczył tytuł 3. wicehrabiego Weymouth i zasiadł w Izbie Lordów. Wykształcenie odebrał w St John’s College na Uniwersytecie Cambridge . W 1765 r. został na krótko Lordem Namiestnikiem Irlandii. W czasie swojego krótkiego urzędowania nie zdążył odwiedzić zarządzanego kraju.
Wkrótce Weymouth stał się prominentnym graczem na brytyjskiej scenie politycznej i w styczniu 1768 r. został ministrem północnego departamentu. Rychło popadł w spór z wigowskim deputowanym Johnem Wilkesem, któremu ostatecznie odmówiono uznania ważności mandatu i wydalono z Izby Gmin. Jeszcze przed końcem 1768 r. Weymouth otrzymał stanowisko ministra południowego departamentu.
Weymouth pozostał w rządzie do grudnia 1770 r., kiedy to złożył dymisję na skutek kryzysu falklandzkiego, który omal nie stał się przyczyną wojny między Wielką Brytanią, Hiszpanią i Francją. Do gabinetu powrócił w 1775 r., ponownie kierując departamentem terytoriów południowych. W 1779 r. na krótko został ministrem północnego departamentu, po czym na jesieni ostatecznie opuścił gabinet.
W 1789 r. otrzymał tytuł 1. markiza Bath. Zmarł w 1796 r. Był znakomitym mówcą, ale jednocześnie człowiekiem o grubiańskich manierach. Horace Walpole wspomina także o próżniactwie i skłonności do alkoholu.

## Życie prywatne
22 marca 1759 r. w Londynie poślubił lady Elizabeth Cavendish-Bentinck (27 lipca 1735 – 12 grudnia 1825), córkę Williama Bentincka, 2. księcia Portland, i lady Margaret Harley, córki 2. hrabiego Oxford i Mortimer. Thomas i Elizabeth mieli razem trzech synów i trzy córki:
- Louisa Thynne (25 marca 1760 – 28 grudnia 1832), żona Heneage Fincha, 4. hrabiego Aylesford, miała dzieci
- Henrietta Thynne (17 listopada 1762 – 31 maja 1813), żona Philipa Stanhope’a, 5. hrabiego Chesterfield, miała dzieci
- Sophia Thynne (19 grudnia 1763 – 9 kwietnia 1791), żona George’a Ashburnhama, 3. hrabiego Ashburnham, miała dzieci
- Thomas Thynne (25 stycznia 1765 – 27 marca 1837), 2. markiz Bath
- George Thynne (23 stycznia 1770 – 19 lutego 1838), 2. baron Carteret of Hawnes
- John Thynne (28 grudnia 1772 – 10 marca 1849), 3. baron Carteret of Hawnes